# HR 3125
Désignations
HR 3125, également désignée HD 65735 ou HIP 39180, est une étoile géante de la constellation du Cancer, située vers la limite avec les Gémeaux. Sa magnitude apparente atteint 6,29, ce qui la place à la limite de visibilité à l'œil nu ; sa magnitude absolue vaut +0,90. Elle est distante de ∼ 432 a.l. (∼ 132 pc) de la Terre et elle s'éloigne du système solaire avec une vitesse radiale de +29,2 km/s.
HR 3125 est une géante rouge de type spectral K1III, âgée de plus de trois milliards d'années. C'est une géante du red clump, ce qui indique qu'elle génère son énergie par la fusion de l'hélium dans son noyau. Elle est 1,62 fois plus massive que le Soleil, ce qui explique pourquoi elle a déjà quitté la séquence principale malgré son plus jeune âge que le Soleil. Son rayon est environ 11,5 fois grand que celui du Soleil et elle est environ 62 fois plus lumineuse que le Soleil. Sa température de surface est de 4 711 K et sa métallicité est similaire à celle du Soleil.